# Ethnikos Achnas
O Ethnikos Achna FC (em grego:  Εθνικός Άχνας) é um clube de futebol da cidade de Áquena, Chipre, fundado em 1968. Manda seus jogos no Dasaki Stadium, com capacidade para 7,000 espectadores e construído em 1997. 
Tem como ponto alto na sua trajetória ter sido um dos 11 campeões da 2006, classificando-se para a Taça UEFA, sendo até hoje o único time cipriota a conseguir um título em um torneio continental europeu. 
Na Copa da UEFA de 2006–07 bateu o Roeselare, da Bélgica, na fase pré-eliminatória (derrota na Bélgica por 2x1 e vitória em casa por 5x0). Acabou sendo eliminado pelo Lens, da França, na fase seguinte (0x0 em casa e derrota por 3x1 no campo do adversário).
Foi ainda vice-campeão da Copa do Chipre de 2002, perdendo o título para o Anorthosis Famagusta.

## História
Disputou a Segunda Divisão do Campeonato Cipriota até 1983, quando foi promovido à divisão principal. No entanto, foi rebaixado já na temporada seguinte. Conseguiu novamente o acesso em 1986, mantendo-se na elite por quatro temporadas, até ser mais uma vez rebaixado. Foram mais dois anos na Segunda Divisão, até a nova ascensão em 1992. Desde então firmou-se na Primeira Divisão, não voltando a cair novamente.
Sua melhor campanha no campeonato nacional foi o quarto lugar nas temporadas 1994–95, 1997–98 e 2006–07. Foi finalista da Copa do Chipre em 2002, sendo derrotado pelo Anorthosis Famagusta por 0–1.

### Campeão da Copa Intertoto da UEFA 2006
O Ethnikos Achna disputou cinco vezes a Copa Intertoto: 1998, 2003, 2004, 2006 e 2008. Quatro vezes foi eliminado na primeira fase. Entretanto, em 2006 foi um dos 11 campeões da competição, alcançando a vaga para Copa da UEFA de 2006–07. Após eliminar o time do Partizani Tirana, da Albânia, (vitória em casa por 4–2' e derrota por 2–1 fora), encarou o NK Osijek, da Croácia, e empatou os dois jogos, (2–2 na Croácia e 0–0 em casa), tornando-se o unico Cipriota a chegar à terceira fase da Intertoto. Ultrapassou ainda mais este recorde ao eliminar o Maccabi Petah Tikva, de Israel (venceu fora por 2–0 e perdeu em casa por 2–3). 
Devido ao sucesso internacional, o Ethnikos foi eleito pela União dos Jornalistas Esportivos do Chipre a Equipe Esportiva do Ano de 2006 no país. Ao final da temporada foi quarto colocado na Liga Chipriota e classificou-se mais uma vez para a Intertoto.

## Campanhas

### Domesticas

#### Liga
- Campeonato Cipriota Segunda Divisão:
  - Títulos (2): 1986, 1991–92

#### Copa
- Copa do Chipre:
  - Vice-Campeão (1): 2002

### Internacionais
- Taça Intertoto da UEFA:
  - Títulos (1): 2006 - Vencedor conjunto (11 campeões no total)[2]

## Elenco atual
Nota: Bandeiras indicam equipe nacional, conforme definido pelas regras de elegibilidade da FIFA. Os jogadores podem ter mais de uma nacionalidade não-FIFA.
| N.º |                    | Posição | Jogador                         |
| --- | ------------------ | ------- | ------------------------------- |
| 16  | Chipre             | G       | Michalis Panayiotou             |
| 22  | Macedónia do Norte | G       | Martin Bogatinov                |
| 23  | Chipre             | G       | Zannetos Mytidis                |
| 83  | Montserrat         | G       | Corrin Brooks-Meade             |
| 3   | Brasil             | D       | Everton Bezerra                 |
| 4   | Roménia            | D       | Alexandru Iacob                 |
| 13  | Chipre             | D       | Petros Hadjiaros (Vice-capitão) |
| 15  | Chipre             | D       | Symeon Kone                     |
| 25  | Nigéria            | D       | Ganiu Ogungbe                   |
| 27  | Chipre             | D       | Giorgos Koushiappas             |
| 41  | Brasil             | D       | Samuel Araújo                   |
| 44  | Chipre             | D       | Pavlos Engomitis                |
| 5   | Brasil             | M       | Eduardo                         |
| 6   | Brasil             | M       | Bruno Arrabal                   |
| 8   | Chipre             | M       | Marios Poutziouris              |
| 10  | Chipre             | M       | Christos Poyiatzis (Capitão)    |

| N.º |            | Posição | Jogador              |
| --- | ---------- | ------- | -------------------- |
| 11  | Roménia    | M       | Sebastian Cojocnean  |
| 14  | Bélgica    | M       | Emmerik De Vriese    |
| 17  | Geórgia    | M       | Elguja Grigalashvili |
| 20  | Áustria    | M       | Thomas Prager        |
| 21  | Geórgia    | M       | Shota Grigalashvili  |
| 24  | Chipre     | M       | Paraskevas Koui      |
| 30  | Inglaterra | M       | Krasniqi Kreshnic    |
| 43  | Chipre     | M       | Giorgos Papageorgiou |
| 45  | Chipre     | M       | Antonis Katsiaris    |
| 19  | Chipre     | A       | Ioannis Hadjivasilis |
| 31  | Brasil     | A       | Guilherme            |
| 77  | Geórgia    | A       | Revaz Barabadze      |

## Técnicos
- Stéphane Demol (2008–09)
- Panicos Orphanides (2009–10)
- Čedomir Janevski (2011–12)
- Stephen Constantine (2012–13)
- Danilo Dončić (2015–)